# Indarpadhosali, Chincholi
Indarpadhosali là một làng thuộc tehsil Chincholi, huyện Gulbarga, bang Karnataka, Ấn Độ.